# Třemešná
Obec Třemešná (někdy také Třemešná ve Slezsku, německy Röwersdorf, polsky Trzemeszna) se nachází v okrese Bruntál v Moravskoslezském kraji. Žije zde 865 obyvatel. Z Třemešné do Osoblahy vede jedna z mála dosud funkčních úzkorozchodných železničních tratí v Česku. Obec je členem svazku obcí Mikroregion – Sdružení obcí Osoblažska. 

## Poloha
Obec Třemešná sousedí na severozápadě s Jindřichovem, na severovýchodě s Liptaní, na východě se Slezskými Rudolticemi a na jihu a jihozápadě s Městem Albrechtice. Od okresního města Bruntál je vzdálena 25,5 km a od krajského města Ostrava 66 km. Sousedními obcemi sídla jsou Slezské Rudoltice, Jindřichov, Město Albrechtice a Liptaň.
Geomorfologicky patří Třemešná k provincii Česká vysočina, subprovincii Krkonošsko-jesenické (Sudetské), oblasti Jesenické (Východosudetské) (geomorfologický celek Zlatohorská vrchovina, podcelky Jindřichovská pahorkatina na východě a Hynčická hornatina na západě). Nejvyšších poloh – přes 650 m n. m. – dosahuje její území v západním cípu. Výraznějšími kopci jsou Mlýnský kopec/vrch (452 m n. m.) nad Damaškem a Kobyla (574 m n. m.) a Obecní vrch (568/567 m n. m.) na hranici s Liptaní a Slezskými Rudolticemi.
Území Třemešné patří z větší části do povodí Odry, resp. řeky Osoblahy. Hlavním tokem obce je potok Mušlov, který pramení pod Dlouhou horou, teče jižním směrem do místní části Rudíkovy, kde se obrací směrem k severu, protéká celou obcí a později v Pitárném ústí do Osoblahy. Přijímá cestou několik drobných toků, zejména Artmanovský potok (v části Damašek). V Damašku se nachází rovněž několik rybníků. Nejjižnější část území obce - jižní část Rudíkov - je však odvodňována bezejmenným přítokem Opavice, která patří do povodí Opavy, jiného z přítoků Odry.
Území obce pokrývá z 38 % zemědělská půda (16 % orná půda, 20 % louky a pastviny), z 54,5 % les a z 6,5 % zastavěné a ostatní (např. průmyslové) plochy.

## Název
Původní jméno vesnice bylo německé Reinfriedesdorf – „Reinfriedova ves“. Domáckými podobami osobního jména Reinfried byly Reinwer, Renwer, Rewer a podle nich se upravovalo i německé jméno vesnice, v 19. století se prosadilo Röwersdorf (ze staršího Rewersdorf). Vesnice někdy ve druhé polovině 14. století zpustla, při obnovení (obnovena byla někdy před rokem 1535) dostala vedle německého i české jméno použitím přídavného jména třemešný – „vztahující se ke střemše“. Podoba jména vesnice v písemných pramenech: Renuerdostorph (1256), Renfridestorph (1267), Rinfridisdorf (1320), Reynersdorff (1389), Rewersdorf (1407), Trezemessna (1580), Rebersdorff (1676), Rowersdorf (1751), Röwersdorf, Třemešná (1870).

## Části obce
Obec se člení na dvě katastrální území se třemi místními částmi (zároveň ZSJ):
- Třemešná – části Třemešná a Damašek (původně součást moravských enkláv ve Slezsku)
- Rudíkovy – část Rudíkovy

## Historie
Následkem nájezdů Tatarů a Mongolů na Moravu a do Slezska v roce 1241 zanikly původní slovanské osady na Osoblažsku. Olomoucký biskup Bruno ze Schauenburku podnítil jejich obnovu kolonisty z německý oblastí Durynska, Frank, Saska. Samotná obec Třemešná vznikla vyklučením lesa bez vazby na předcházející osídlení. Byla nazvána nejspíše podle lokátora. Vlastníkem obce byl nejprve biskupův maršálek rytíř Helembert de Turri, který ji poté předal do vlastnictví biskupství za výměnu za jiné pozemky. Typem založení obce se jedná o lesní lánovou obec, kdy ke každé usedlosti je připojen dlouhý lán půdy. Lán půdy byl orientován kolmo k místnímu potoku. V čele lánu byly zbudovány usedlosti v přibližném počtu 22. V obci vznikla rychta s krčmou a jiným zázemím pro řemeslníky. První písemná zmínka o obci Renuerdestorph pochází z roku 1255, již tomto období zde fungovala farnost. Olomoučtí biskupové nadále část obce propůjčovali svým leníkům. Od 60. let 14. století jej drželi členové původně slezského rodu Stošů. Po roce 1437 nejsou o obci žádné písemné zprávy  a obec postupně zpustla. V roce 1535 začala obnova obce opětovnou kolonizací. Dne 22. června 1788 vznikla v obci škola pod patronátem Olomouckého arcibiskupství, v roce 1806 získala škola novou vlastní budovu, která byla v roce 1878 nahrazená stavbou nové prostornější školy. Mezi lety 1831 až 1835 byla přes obec Třemešná postavená slezská císařská silnice z Krnova do Prudníku. V roce 1867 vznikl v obci sbor dobrovolných hasičů. Dne 1. října 1872 získala obec železniční spojení na trati Krnov - Jindřichov a k železničnímu spojení z Třemešné do Osoblahy došlo v roce 1898. V roce 1899 byl v obci zbudován obecní vodovod. Během první světové války byl v roce 1915 v obci zřízen dočasný vojenský špitál, mezi občany byly opakovaně shromážděny finanční prostředky pro účely válečné půjčky, v následujícím roce byly zrekvírovány všechny zvony z kostela.
Odedávna až do konce druhé světové války v obci převládalo německé obyvatelstvo. Ztrátu většiny obyvatel se nikdy nepodařilo nahradit a ekonomika obce a okolních regionů upadla.

### Vývoj počtu obyvatel
Počet obyvatel celé obce Třemešná podle sčítání nebo jiných úředních záznamů:
| Rok            | 1869 | 1880 | 1890 | 1900 | 1910 | 1921 | 1930 | 1950 | 1961 | 1970 | 1980 | 1991 | 2001 |
| -------------- | ---- | ---- | ---- | ---- | ---- | ---- | ---- | ---- | ---- | ---- | ---- | ---- | ---- |
| Počet obyvatel | 3179 | 3131 | 2783 | 2389 | 2156 | 2001 | 2050 | 1156 | 1304 | 1140 | 1110 | 984  | 971  |

1. ↑  z toho: 40 Čechoslováků, 1934 Němců; 1953 řím. kat., 90 evang., 1 čsl., 4 bez vyzn.
2. ↑  z toho: 892 Čechů, 12 Moravanů, 3 Slezané, 53 Slováků, 1 Němec; 223 řím. kat., 5 čsl. hus., 11 evang., 3 pravosl., 644 bez vyzn.

V celé obci Třemešná je evidováno 374 adres, vesměs čísla popisná (trvalé objekty). Při sčítání lidu roku 2001 zde bylo napočteno 354 domů, z toho 255 trvale obydlených. Ke dni 25. 3. 2010 zde žilo 942 obyvatel.
Počet obyvatel samotné Třemešné (včetně Artmanova) podle sčítání nebo jiných úředních záznamů:
| Rok            | 1869 | 1880 | 1890 | 1900 | 1910 | 1921 | 1930 | 1950 | 1961 | 1970 | 1980 | 1991 | 2001 |
| -------------- | ---- | ---- | ---- | ---- | ---- | ---- | ---- | ---- | ---- | ---- | ---- | ---- | ---- |
| Počet obyvatel | 2335 | 2397 | 2069 | 1774 | 1599 | 1493 | 1559 | 824  | 953  | 852  | 905  | 836  | 838  |

1. ↑  z toho: Artmanov 24, Třemešná 1535
2. ↑  z toho: 40 Čechoslováků, 1466 Němců; 1510 řím. kat., 45 evang., 1 čsl., 3 bez vyzn.

V samotné Třemešné je evidováno 284 adres. Při sčítání lidu roku 2001 zde bylo napočteno 277 domů, z toho 208 trvale obydlených.

## Doprava
Obcí prochází železniční tratě Šumperk – Krnov a Třemešná ve Slezsku – Osoblaha, na kterých leží stanice Třemešná ve Slezsku, a silnice I/57.

## Pamětihodnosti
- kostel sv. Šebestiána
- Úzkorozchodná železniční trať Třemešná ve Slezsku – Osoblaha

## Fotogalerie

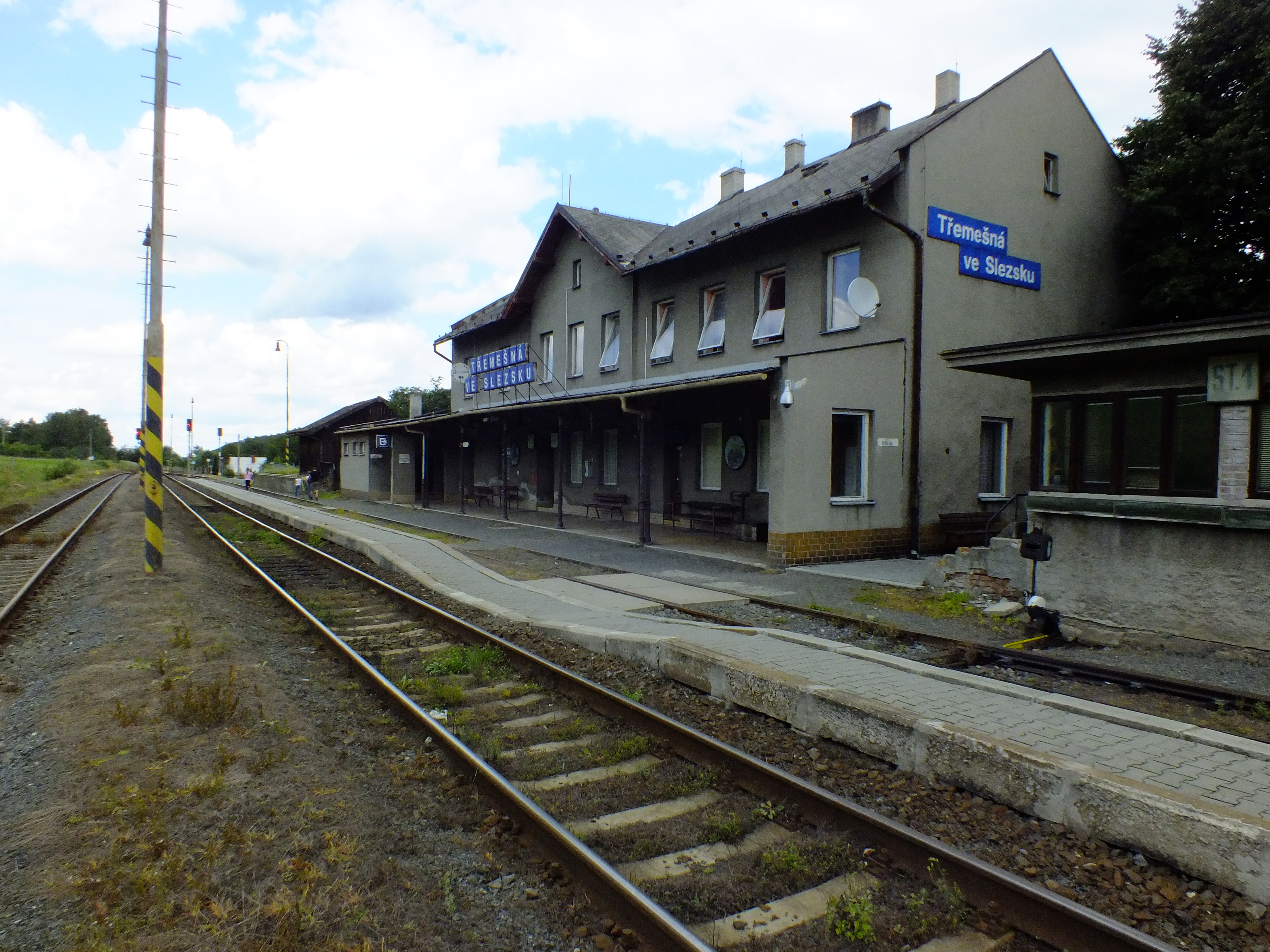
Třemešenské vlakové nádraží, normálně rozchodná část
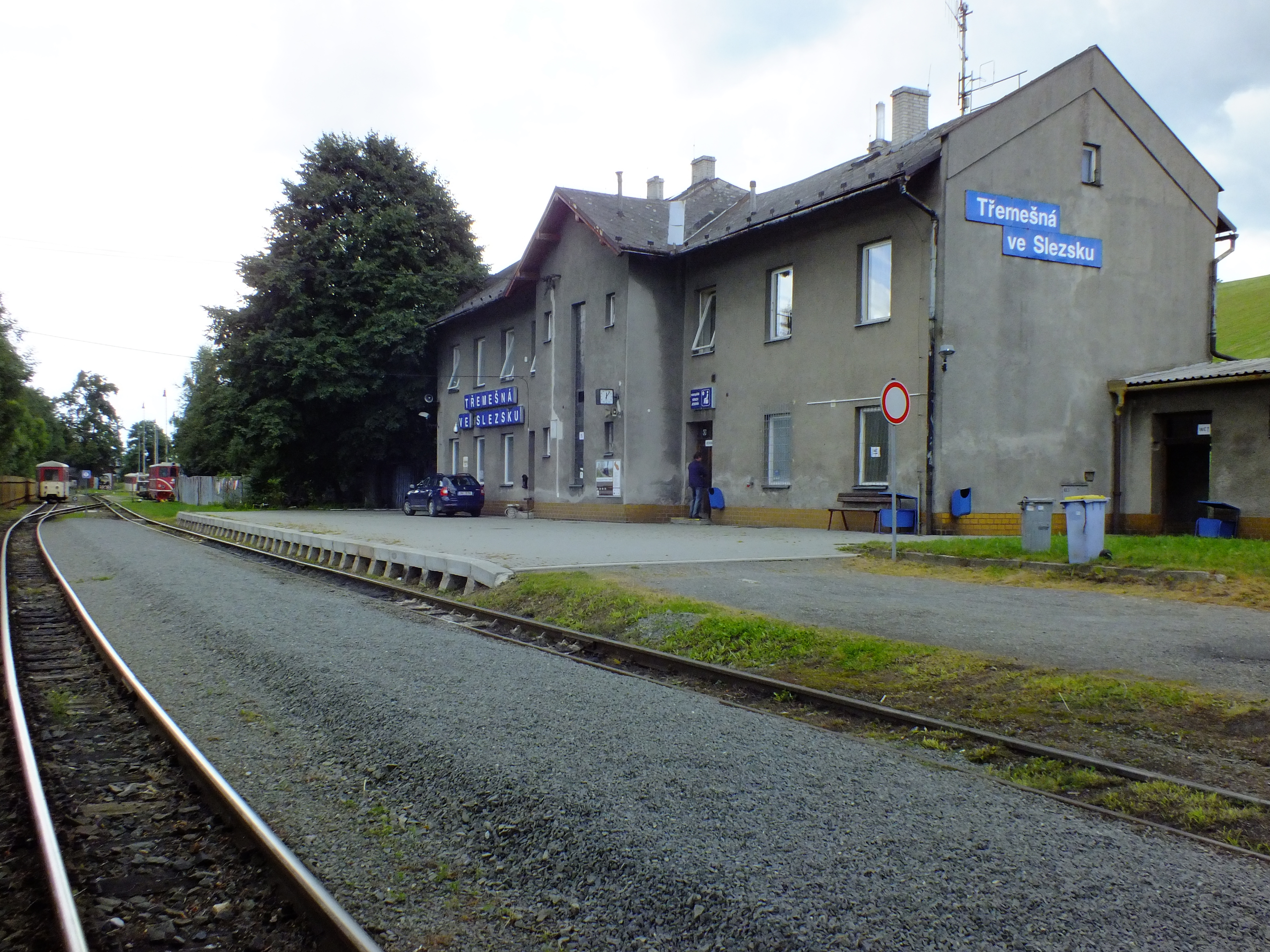
Vlakové nádraží, úzkorozchodná část
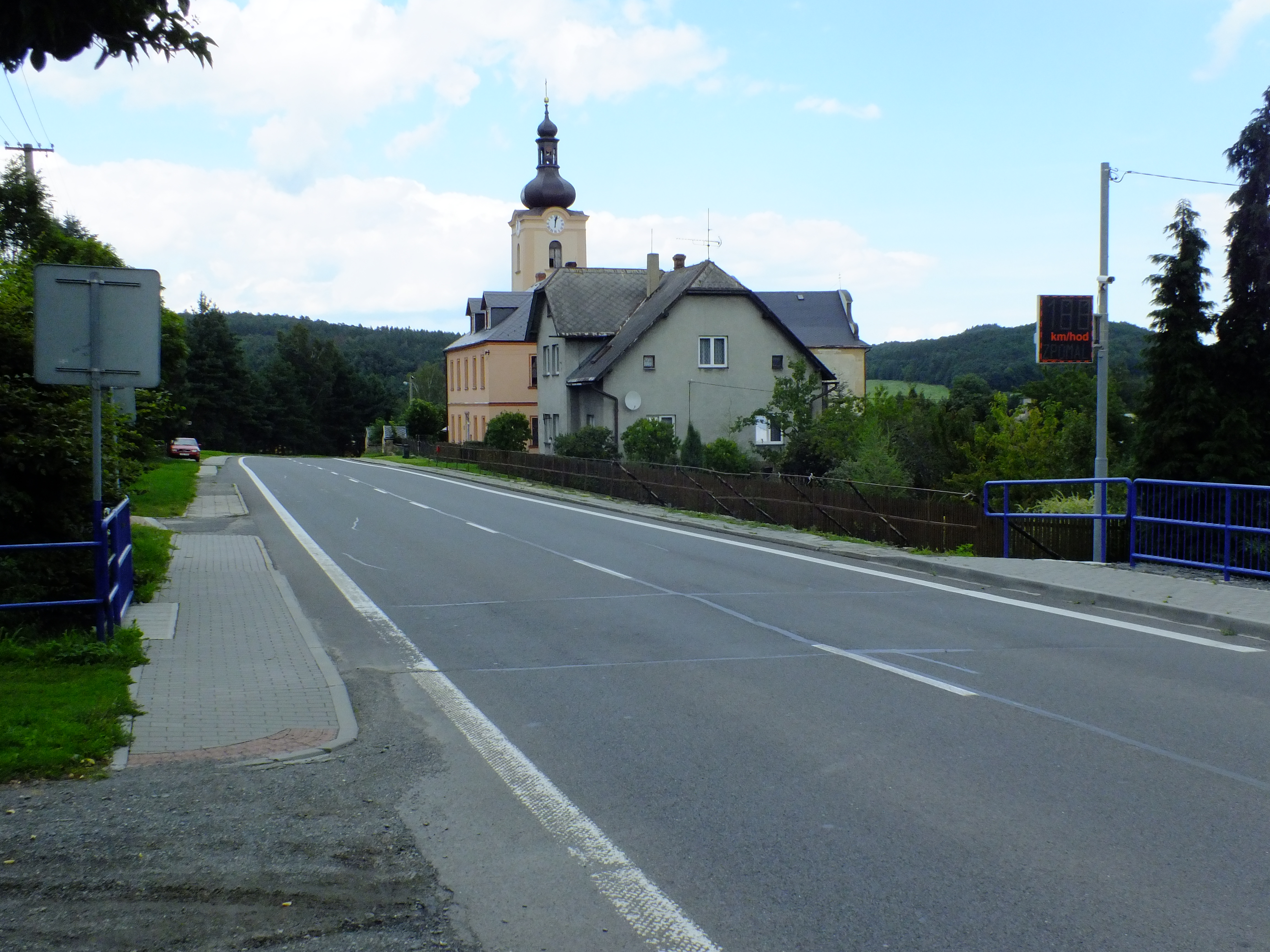
Kostel v obci
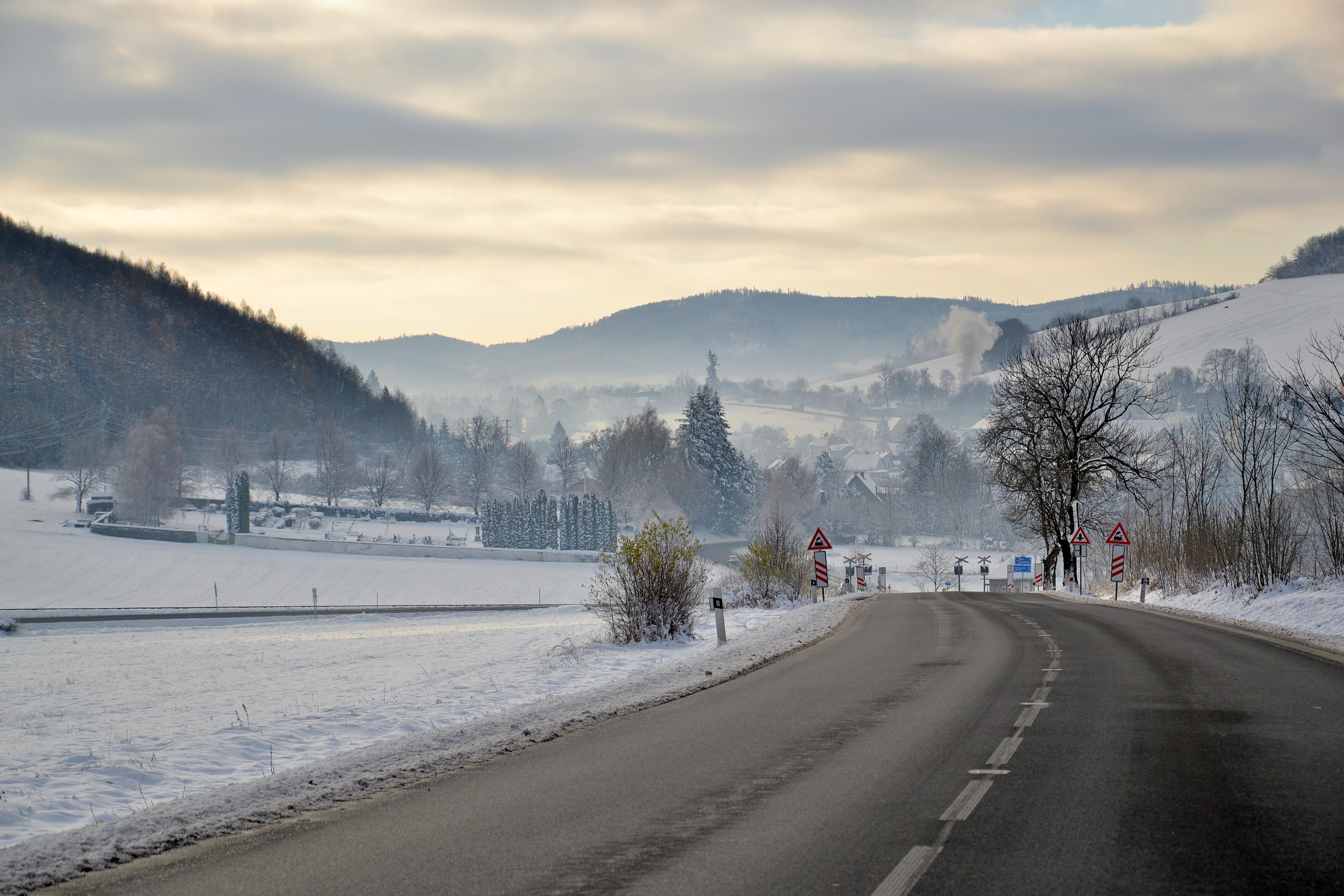
Třemešná v zimě (příjezd od Vysoké)
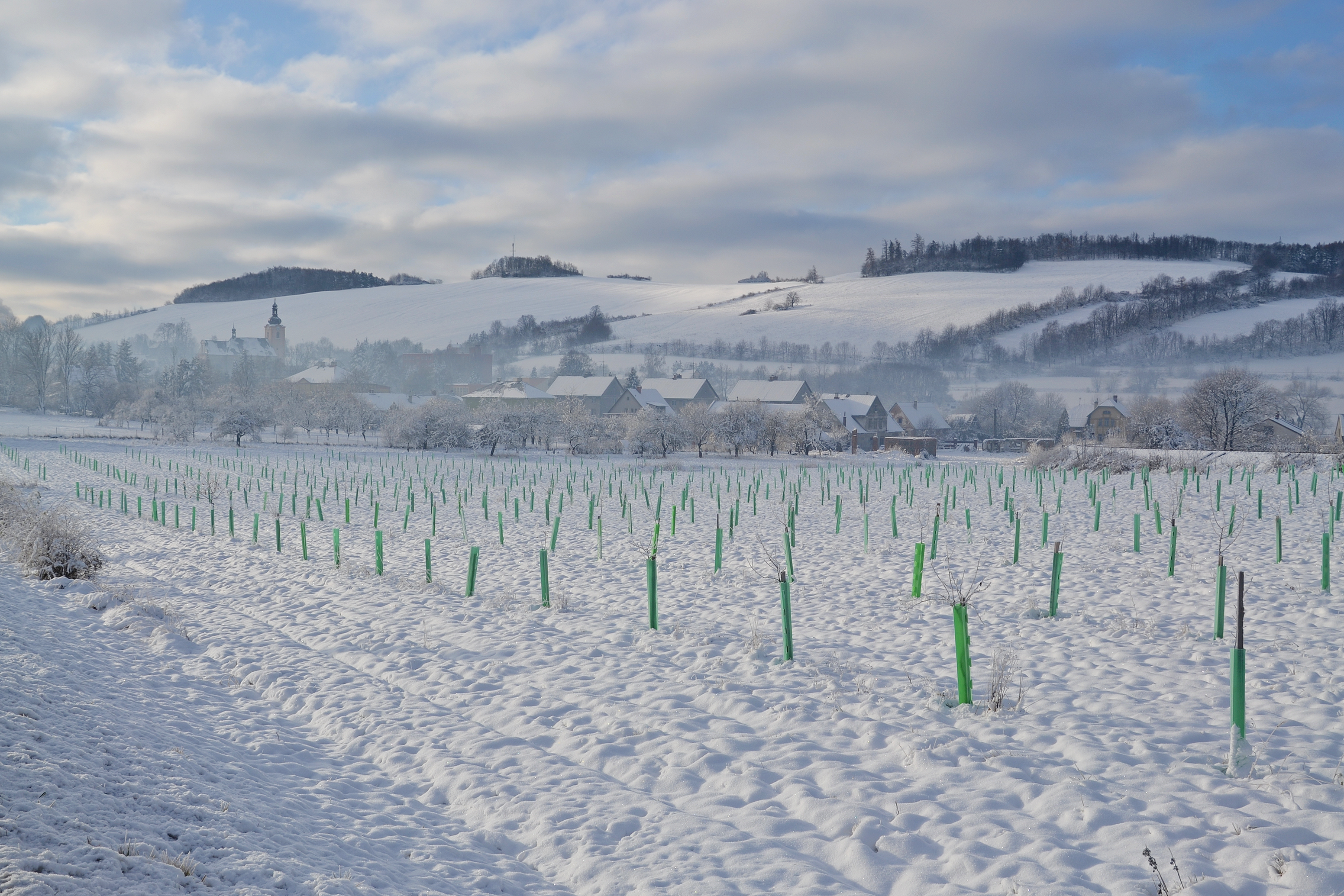
Třemešná v zimě (příjezd od Vysoké)
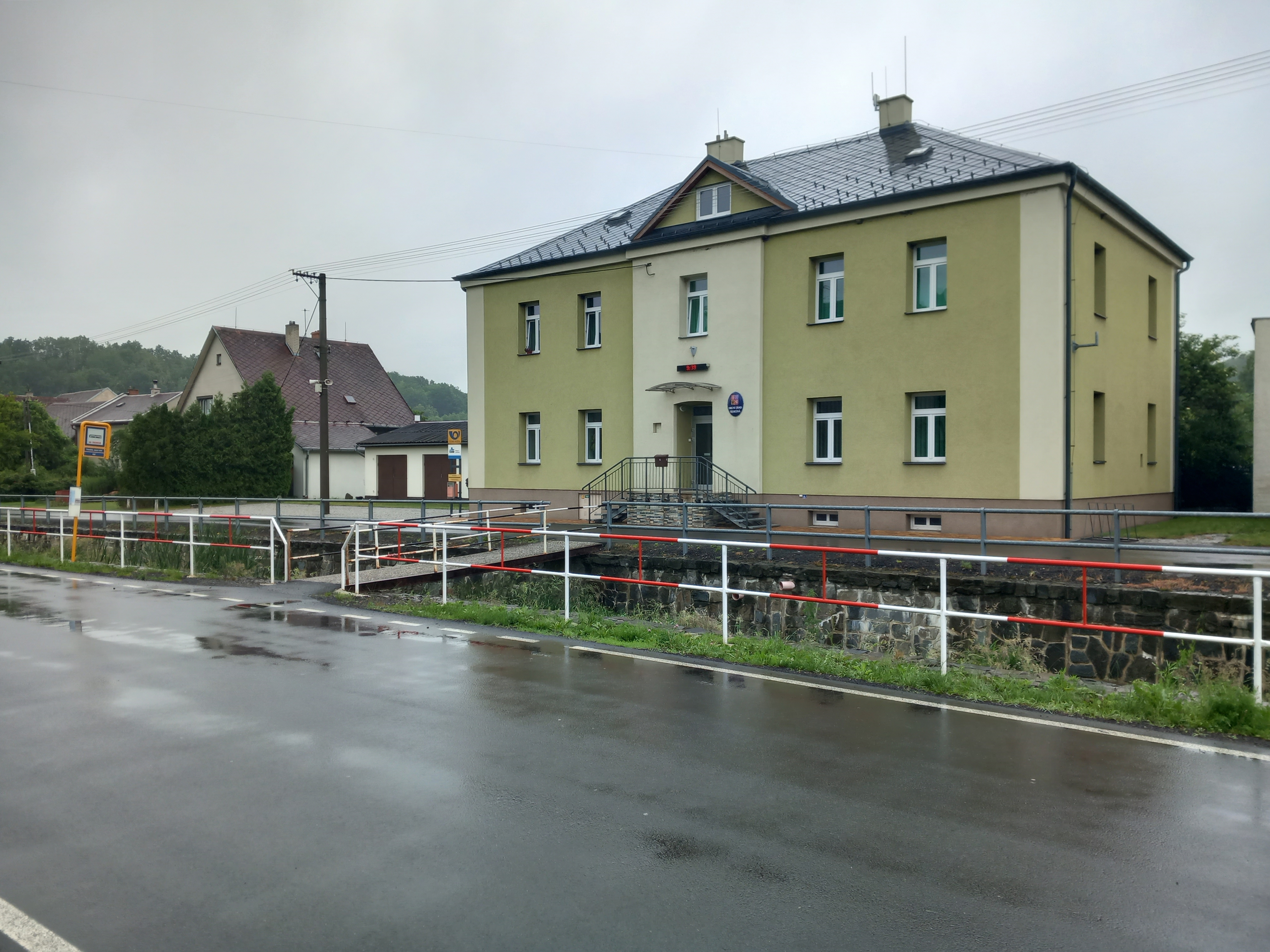
Obecní úřad
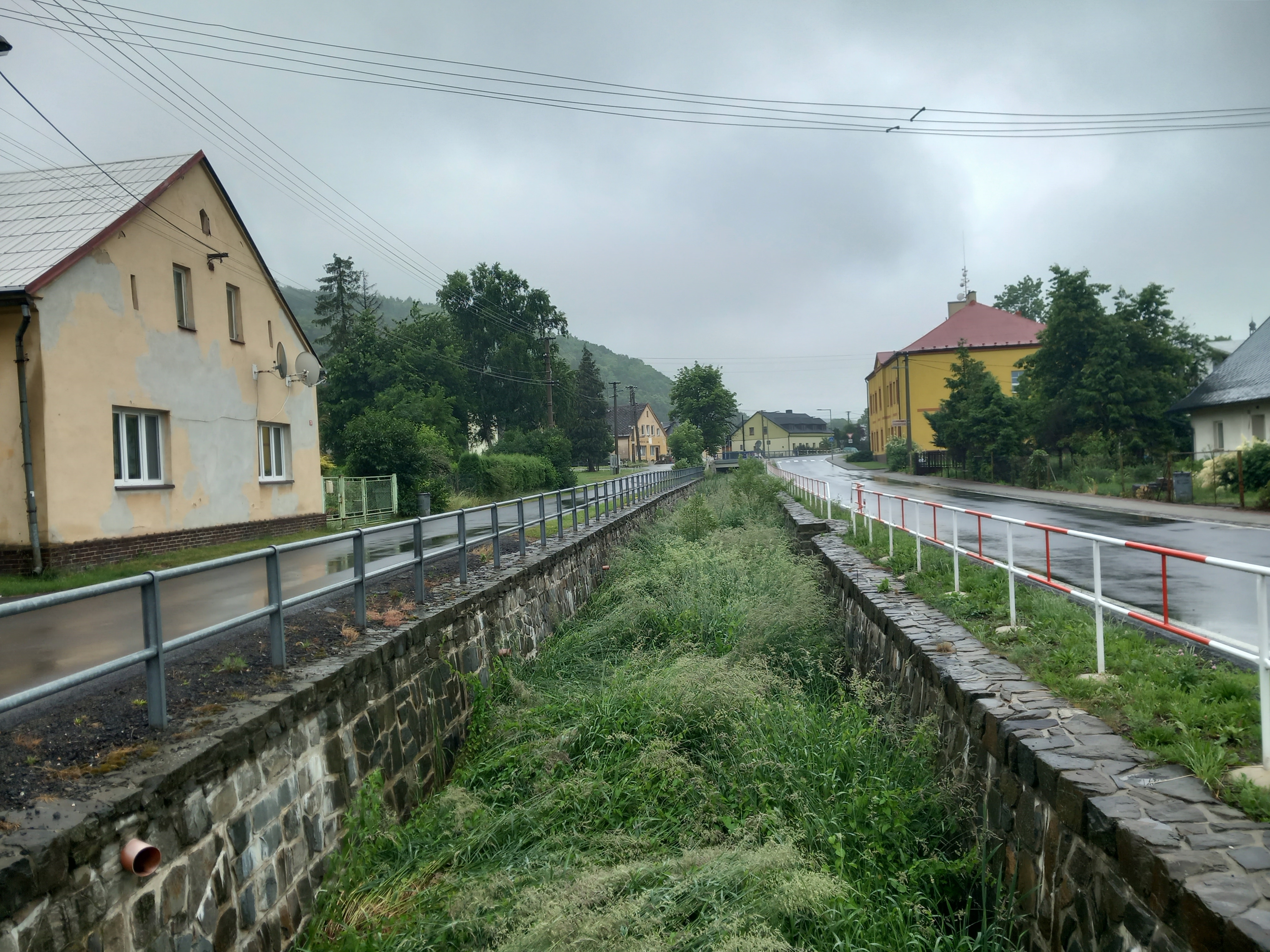
Mušlov
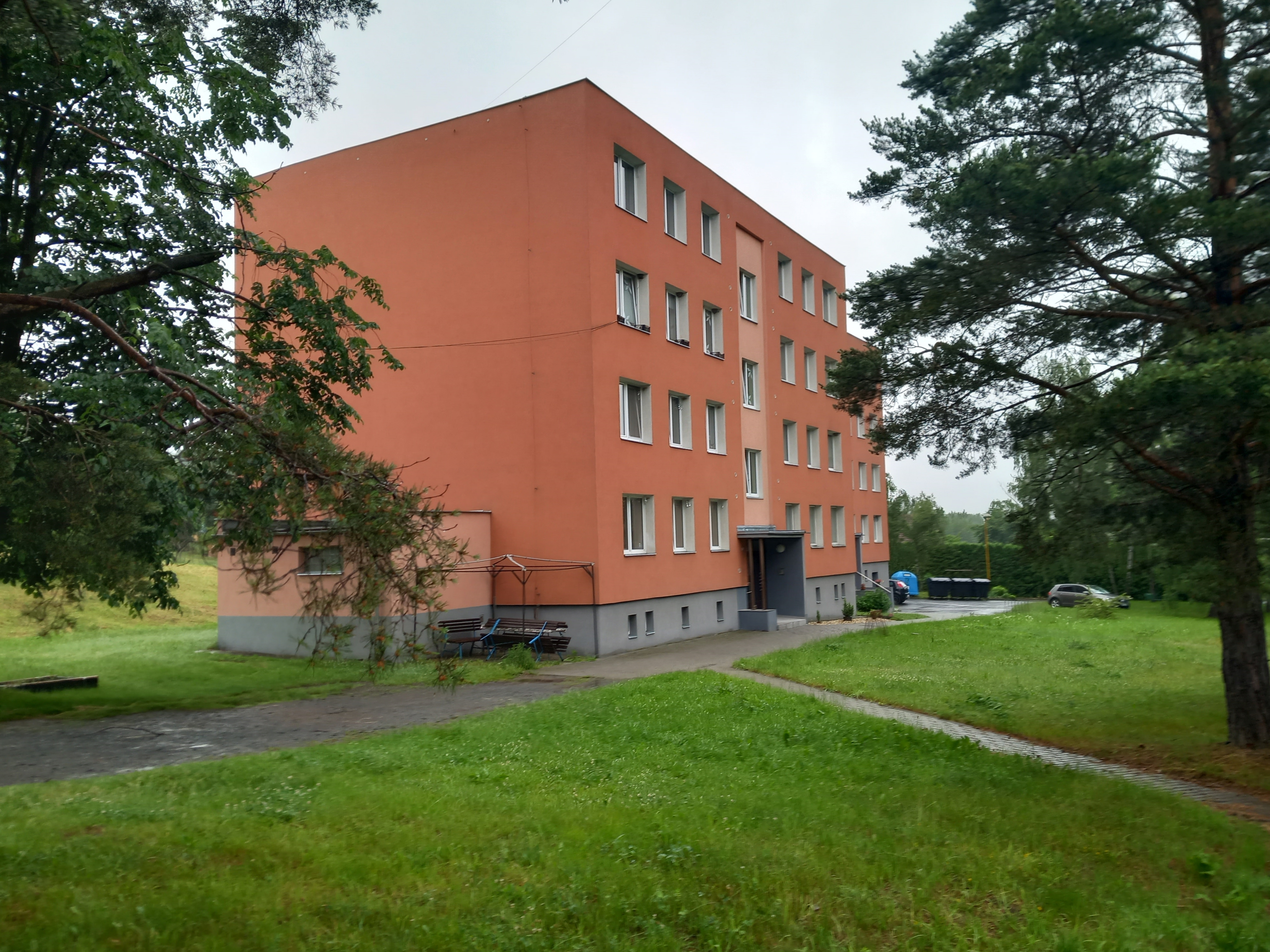
Bytovka
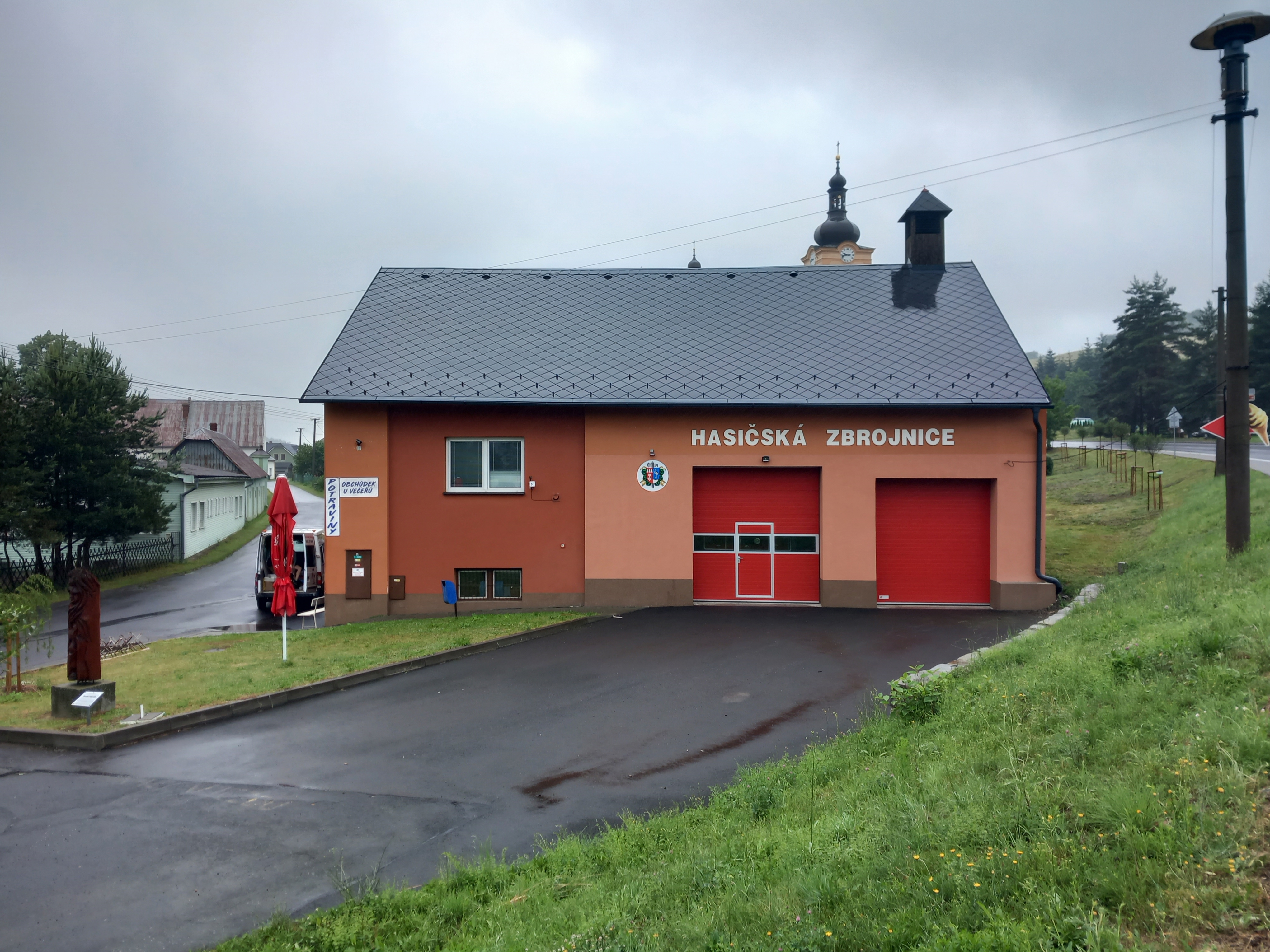
Hasičská zbrojnice